# Giovanni Menada
Giovanni Menada (Reggio Emilia, 1954) è un artista italiano, attivo come scultore, pittore, designer e incisore.

## Biografia
In un contesto familiare artisticamente stimolante - la madre aveva frequentato l'Accademia di belle arti di Brera - Menada inizia a dipingere nei primi anni settanta, periodo in cui compie viaggi di formazione a Londra, Parigi e New York. Nel 1978 si diploma in scultura presso l'Accademia di Belle Arti di Roma, sotto la guida di Pericle Fazzini. Durante il periodo romano lavora come stampatore di grafica, apprende le tecniche dell'incisione e frequenta l’ambiente artistico della capitale.
Viaggia in Estremo Oriente e soggiorna a lungo a Parigi. Tornato in Italia, si stabilisce nella campagna di Reggio Emilia, dove inizia a lavorare il ferro e l'acciaio con la tecnica dello sbalzo appresa da fabbri battilastra esperti del mestiere.

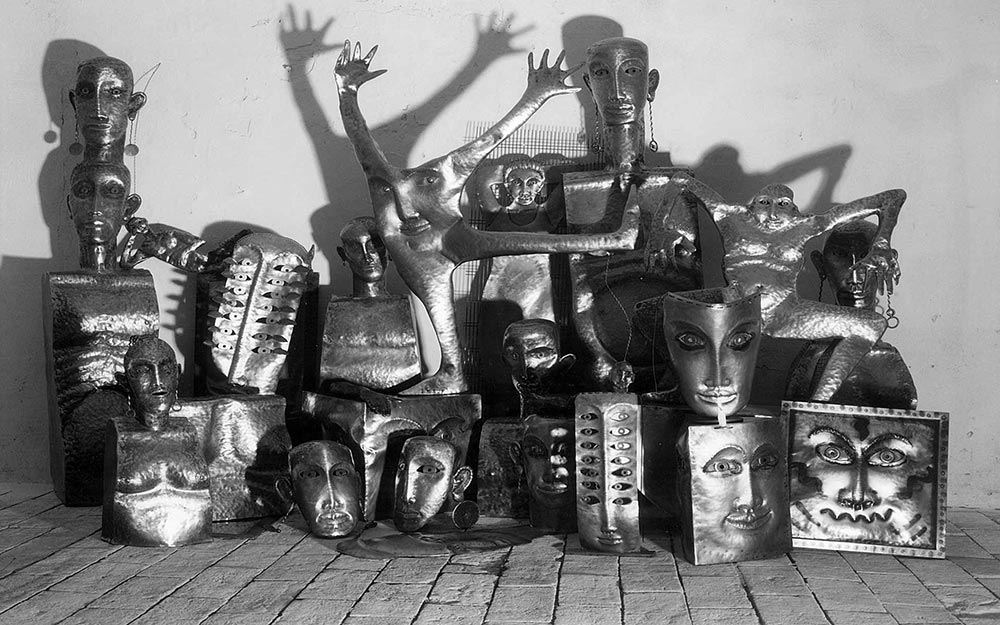
Sculture di Giovanni Menada in ferro a sbalzo

Nel frattempo sviluppa il progetto di riqualificazione del paesaggio Aurora, butterfly’s refilling, dedicato al ripopolamento delle farfalle, documentato da testate come La Repubblica  e Corriere della Sera.
Negli anni '90, amplia la sua attività al design: realizza mobili e arredi per uffici, stand per fiere a Bologna, Monaco, Parigi, Los Angeles, scenografie teatrali. Inizia anche a produrre gioielli con la tecnica dello sbalzo e a cera persa, esplorando il rapporto tra forma e funzione.

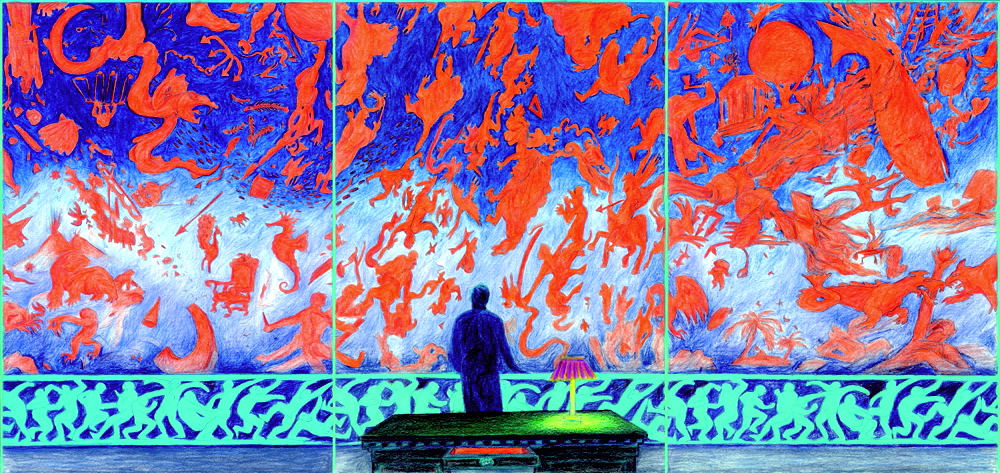
Crisante I, olio e pastello su tela, 300x120 cm, 2003

Tra le sue opere pubbliche vanno citate Pesce fuor d’acqua (2010), scultura di 5 metri d’altezza e 15 quintali d’acciaio, nei pressi di Porta Santa Croce a Reggio Emilia, divenuta simbolo urbano,Capocielo (2011), scultura sull'altare della cripta del Duomo di Reggio Emilia, rappresentazione simbolica del soffio dello Spirito Santo, e il suo lavoro più recente, Altrove (2025), installazione in acciaio presso la piazza del Comparto Alfieri Maserati di Modena, dedicata al vuoto.
Ha esposto in numerose mostre personali e collettive in Italia e all’estero, ricevendo l’attenzione della critica nazionale e internazionale, tra cui Achille Bonito Oliva. Ha partecipato a Novanta artisti per una bandiera (2013), mostra itinerante ospitata nei Chiostri di San Domenico a Reggio Emilia, nell'Accademia Militare di Modena e al Vittoriano di Roma, dove ha superato i 40.000 visitatori. Ha inoltre collaborato con il pianista e compositore Marcello Mazzoni per concerti che fondono musica e immagine.
Attualmente vive e lavora tra Reggio Emilia e Casalini, nel brindisino.

### Stile e tematiche
Menada unisce rigore progettuale e artigianalità, utilizzando diverse tecniche e materiali come ferro, acciaio, piombo e gomma. La sua ricerca si concentra sull’analisi della funzione degli oggetti con un approccio ironico. Le sue opere mostrano spesso una tensione tra l’aspetto concettuale e quello manuale, reinterpretando archetipi in modo acronico, con leggerezza e spirito critico. Come osserva Achille Bonito Oliva, in Menada “il gesto artigianale diventa forma di pensiero”.

## Opere in istituzioni pubbliche
- Musei Civici di Reggio Emilia, Sedile, scultura ferro e rame, 35x35x51 cm, 1986.[14][15]
- Musei Civici di Reggio Emilia, Senza titolo, scultura in legno dipinto, 190x50x50 cm, 1994.[16]
- Arcispedale Santa Maria Nuova - CORE, Reggio Emilia, Crisante I, olio e pastello su tela, 300x120 cm, 2003.[17]
- Biblioteca Panizzi, Reggio Emilia, Figura antropomorfa, acquatinta, vernice molle e acquaforte, 27,6x38,5 cm, 2009.[18]
- Biblioteca Panizzi, Reggio Emilia, Crisante II, olio e fotoimpressione su tela, 300x120 cm, 2004.
- Duomo di Reggio Emilia, Capocielo, scultura acciaio, 200x100x100 cm, 2011.[19]
- Museo Diocesano di Reggio Emilia, Incensiere, scultura acciaio, 25x25x16 cm, 2011.[20]
- Museo del Tricolore, Reggio Emilia, Alloro su specchio, scultura in acciaio, rame, nastri e pomice, 84x56x12 cm, 2013.

## Selezione mostre personali
- 1983 - Giovanni Menada, a cura di Giancarlo Vicenzi, Galleria d’arte La Minima, Reggio Emilia.
- 1986 - Giovanni Menada - Opere, a cura di Piergiovanni Castagnoli, Musei Civici, Reggio Emilia.
- 1988 - Giovanni Menada, a cura di Orazio Goni, Galleria Fac-simile, Milano.
- 1988 - Giovanni Menada, Studio d’Arte Contemporanea di Giuliana De Crescenzo, Roma.
- 1989 - Giovanni Menada - Piombo, Sala mostre comunale, Cavriago.
- 1994 - Giovanni Menada, a cura di Achille Bonito Oliva, Musei Civici, Reggio Emilia.
- 2013 - Armony - Giovanni Menada, a cura di Sebastiano Simonini, Galleria 1.1_ZENONEcontemporanea, Reggio Emilia.[21]

## Selezione mostre collettive
- 1983 -  Lavoro e ricerca artistica a Reggio Emilia 1970/1983, Teatro Municipale, Reggio Emilia.[22]
- 1986 - Rapido fine, ex calzaturificio Zenith, Ferrara.
- 1986 - Scultura, sculture, scultori: tendenze in Emilia-Romagna, a cura di Adriano Baccilieri, Cassero di Castel S. Pietro Terme (BO), 1986.
- 1987 - Porta a porta, a cura di Pietro Mussini, Parco dei Teatri, Reggio Emilia.
- 1987 - Under 35. Cento artisti da cento critici, Arte Fiera, Bologna.
- 1988 - FIAC Fiera internazionale d'arte contemporanea, Grand Palais, Paris (Francia).
- 1988 - Art Yonction International, Nizza (Francia).
- 1988 – XXIII MW Internationale Malerwochen in der Steiermark, Neue Galerie Graz (Austria).[23]
- 1989 - Valencia CITAC ‘89 (CIMAL Internacional Talleres de Arte Contemporanéo), Valencia (Spagna).
- 1991 - Arie, a cura di Achille Bonito Oliva. Fonti del Clitunno, Spoleto (PG).
- 2000 - Scolpire la città - Arte contemporanea e spazi urbani, a cura di Valerio Dehò, Chiostri di San Domenico, Reggio Emilia.
- 2013 - Novanta artisti per una bandiera, Chiostri di San Domenico, Reggio Emilia, Accademia Militare di Modena, Sacrario delle Bandiere del Complesso del Vittoriano di Roma.
- 2014 – Lustrum, a cura di Sebastiano Simonini, Galleria 1.1_ZENONEcontemporanea, Reggio Emilia.[24]
- 2015 – gARTen, a cura di Aps Idee di gomma, Parco di Villa Rovere, Correggio (RE).[25]
- 2017 – Tutto Tondo. Scultura dal ’900 a oggi nelle collezioni dei Musei, a cura di Alessandro Gazzotti, Palazzo dei Musei, Reggio Emilia.[26]
- 2017 – Hortus. I giorni nel giardino, a cura di Giuseppe Baldi, Chiostri di San Pietro, Reggio Emilia. Partecipazione con Nursery per le farfalle, installazione ambientale.[27]